# رقص در چین

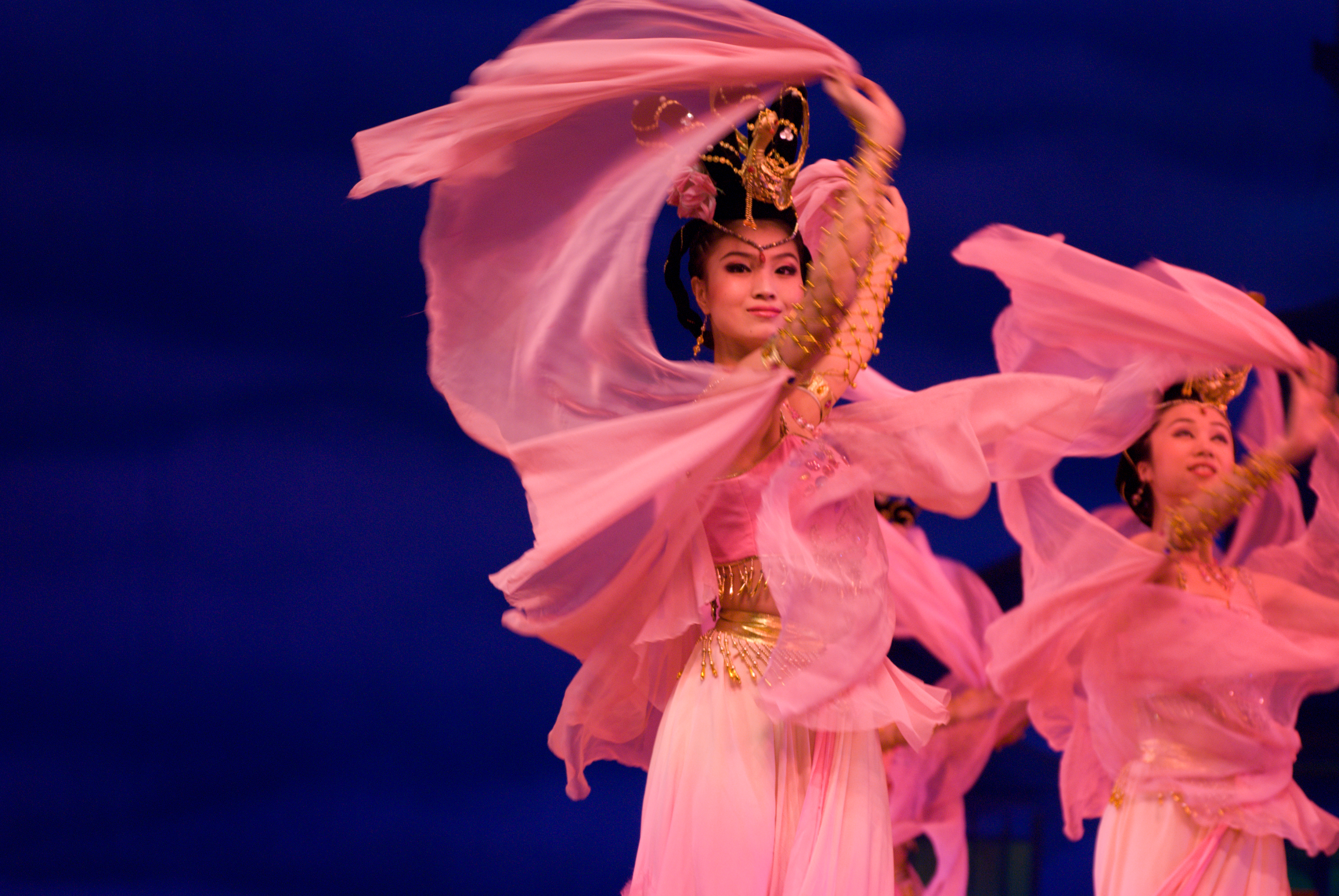
یک رقص چینی

رقص در چین یک شکل هنری بسیار متنوع است که شامل بسیاری از ژانرهای رقص مدرن و سنتی است. رقص‌ها شامل طیف گسترده‌ای از رقص‌های مردمی تا اجرا در اپرا و باله می‌شوند و ممکن است در جشن‌ها، مراسم و مراسم عمومی استفاده شوند.

## توضیحات
کلاً ۵۶ گروه رسمی قومی در چین وجود دارد و هر گروه اقلیت قومی در چین نیز دارای رقص‌های محلی است. رقص‌های شناخته شده چینی امروزه، رقص اژدها و رقص شیر است. چینی‌ها مدارسی برای آموزش رقص‌های خاص خود دارند.